# ملعب فريديريك كيباسا ماليبا
ملعب فريديريك كيباسا ماليبا هو ملعب متعدد الاستخدام في لوبومباشي، جمهورية الكونغو الديمقراطية. غالبا ما يتم استخدامه لمباريات كرة القدم. وهو الملعب الأساسي لنادي تي. بي. مازيمبي. يسع لجلوس 35,000 شخص. سمي بهذا الاسم نسبة لوزير الرياضة والشباب فريديريك كيباسا ماليبا.

## وصلات خارجية
- صورة للملعب